# اولف هیلشر
اولف هیلشر (انگلیسی: Ulf Hielscher؛ زادهٔ ۳۰ نوامبر ۱۹۶۷)از برندگان مدال‌های بازی‌های المپیک اهل آلمان است.